# Hi Dad!
Hi Dad! (Originaltitel: The Dad) ist ein humorvolles Ein-Personen-Theaterstück von Bjarni Thorsson und die Fortsetzung des Stücks Caveman.
Unter der Regie von Esther Schweins fand die Premiere am 9. Juli 2009 im St.-Pauli-Theater in Hamburg statt. Verschiedene Darsteller schlüpften bisher in die Rolle des Vaters: Kristian Bader, Felix Theissen, Martin Luding, Cyrill Berndt und Marc Neumeister.

## Inhalt
Das Stück handelt von den Problemen, Ängsten und Freuden des Vaterwerdens. Es beginnt damit, dass der Darsteller mit seiner Ehefrau im Flugzeug sitzt und beobachtet, wie sich ein junges Elternpaar abmüht, dass ihre zwei schreienden Kinder Ruhe geben und gewickelt werden. Doch schon kurze Zeit danach ist es bei den beiden auch soweit: Nachwuchs ist unterwegs. Jetzt dringen sie ein in die unbekannte Welt der Frauenärzte, der Geburtsvorbereitung und des Kinderwagen-Tunings. Nach der Geburt (und nach der Pause) verfolgt der Zuschauer die Probleme des gemeinsamen Erziehens und die Belastung, die eine Beziehung dann aushalten muss. Das Ende spielt wieder im Flugzeug, bei dem der Darsteller ein noch kinderloses Ehepaar sieht und sich vorstellt, was die beiden noch vor sich haben („Arme Schweine!“).
Als einzige Requisite dient dem Darsteller ein großer Sitzball; und er benutzt ein Aufnahmegerät, mit dem er seine Stimme in einer Endlosschleife wiederholen kann.